# Galenbeck
Galenbeck est une commune rurale allemande située à l'est de l'arrondissement du Plateau des lacs mecklembourgeois dans le Land du Mecklembourg-Poméranie-Occidentale et le canton de Friedland.

## Géographie
La partie nord-est de la commune comprend le lac de Galenbeck et s'étend dans la grande prairie de Friedland. Issue de la fusion en 2003 des communes de Kotelow, Schwichtenberg et Wittenbom, la commune de Galenbeck comprend, en plus de ses trois villages, les villages suivants : Friedrichsdorf, Galenbeck, Klockow, Lübbersdorf, Rohrkrug et Sandhagen.

## Historique

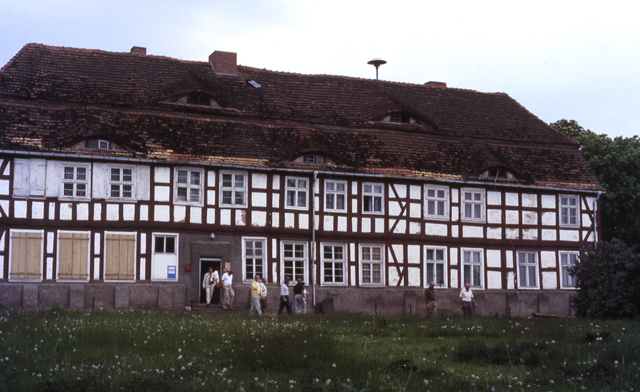
Manoir de Galenbeck.

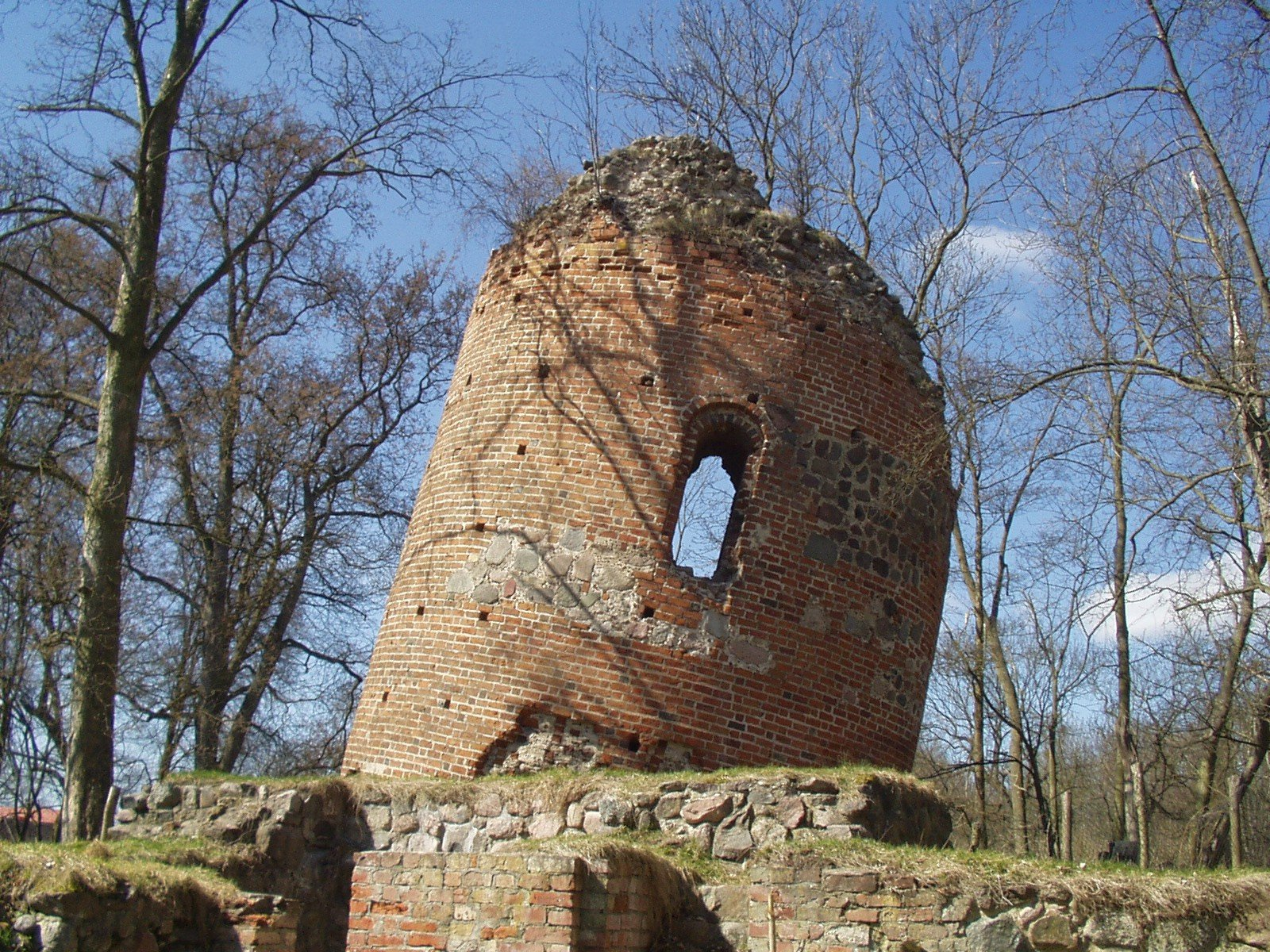
Ruines d'une tour de l'ancien château fort de Galenbeck.

Blücher, qui était à l'époque cornette pour l'armée suédoise, a été mis aux arrêts par les Prussiens au manoir de Galenbeck en août 1760, après la bataille de Kavelpaß, et a finalement signé son engagement dans l'armée prussienne.
- Friedrichshof est un hameau le long d'une grand-rue avec quelques fermes. Son manoir n'existe plus.
- Galenbeck : ce village a été mentionné pour la première fois par écrit en 1277. Le château fort de la famille von Rieben s'y trouvait. Elle a fait bâtir sur ses ruines un petit manoir à colombages en 1712. L'église du village date du XIVe siècle.
- Klockow : ce village a été mentionné pour la première fois en 1288. Le manoir de Klockow est en possession de la puissante famille von Oertzen à partir du XVIIe siècle. August von Oertzen (1777-1837) était ministre d'État du grand-duché de Mecklembourg-Strelitz. Le manoir est vendu en 1838 à la famille von Bülow. Les frères Carl et Louis von Bülow, après la mort de leurs parents, font reconstruire le manoir en style néogothique par Friedrich Wilhelm Buttel en 1853.
- Kotelow : ce village a été mentionné sous le nom de Coytlowe en 1382 dans un document officiel, mais son église gothique existait déjà depuis longtemps. Le village est également connu pour son pavillon de chasse baroque construit en 1733. Il a été restauré en 2008 et sert aujourd'hui d'hôtel. Des concerts du festival de musique du Mecklembourg-Poméranie-Occidentale s'y tiennent régulièrement chaque été.
- Lübbersdorf : ce village est connu pour son château devenu aujourd'hui une maison de retraite. C'était jusqu'en 1927, date où il a été vendu à la Croix-Rouge, le domaine d'une branche de la famille von Oertzen.
- Rohrkrug : ce petit hameau a été formé au début du XXe siècle sur la route de Friedland à Strasbourg-en-Uckermark.
- Sandhagen : ce petit village se trouve depuis le XIIIe siècle au bord du lac de Putzar
- Schwichtenberg : cet ancien domaine seigneurial, situé entre le lac de Putzar, le lac de Galenbeck et le lac de Lübkow, appartenait à l'époque des Croisades à l'église Sainte-Marie de Friedland, puis après la Réforme à la ville de Friedland. Le village a été entièrement reconstruit après un incendie au XVIIIe siècle selon un plan régulier à angles droits. Il comprend aujourd'hui environ 350 habitants.
- Wittenborn : ce petit village a été mentionné par écrit en 1337. Son église date du début du XVe siècle.

## Illustrations

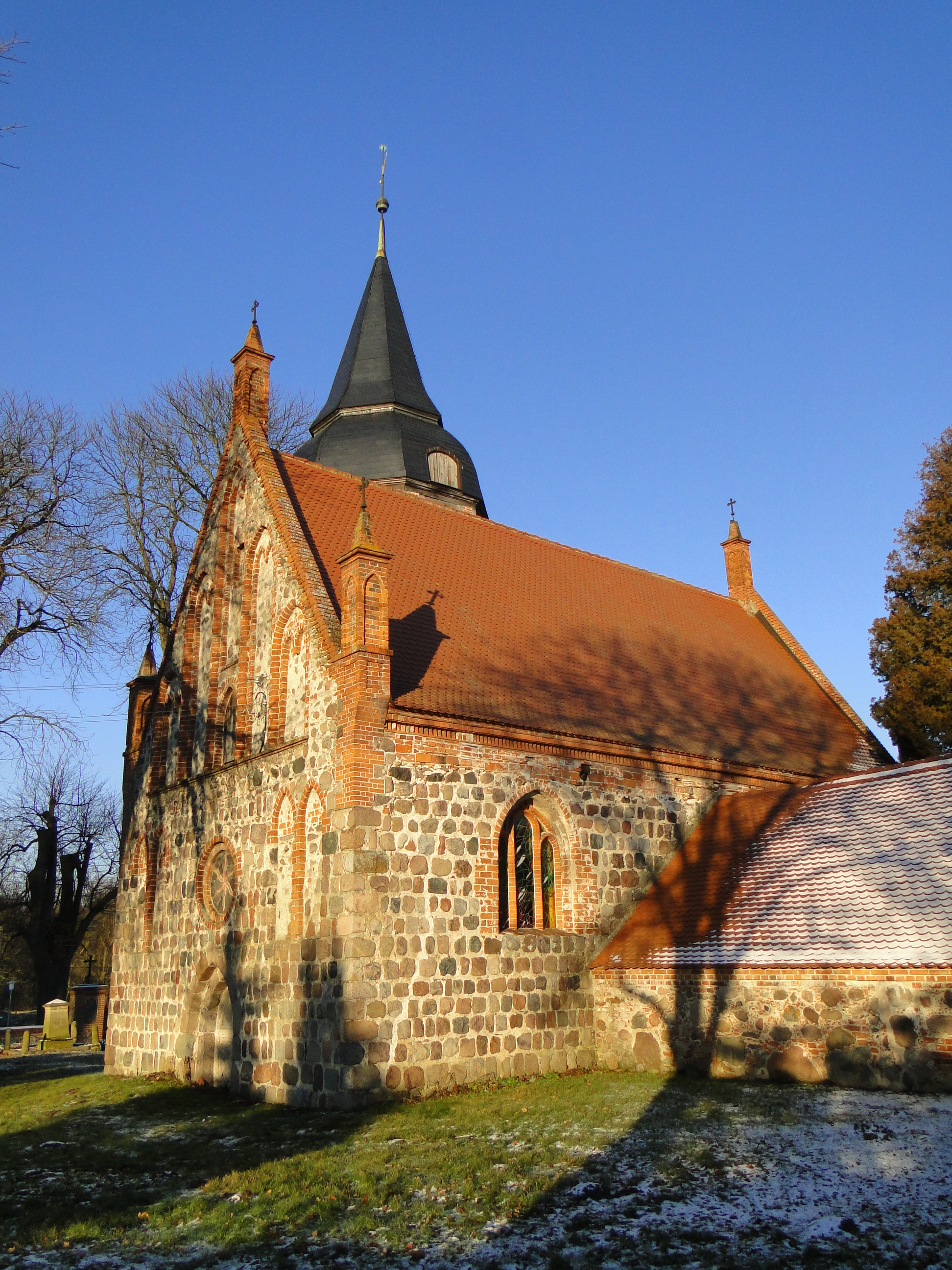
Église de Galenbeck.
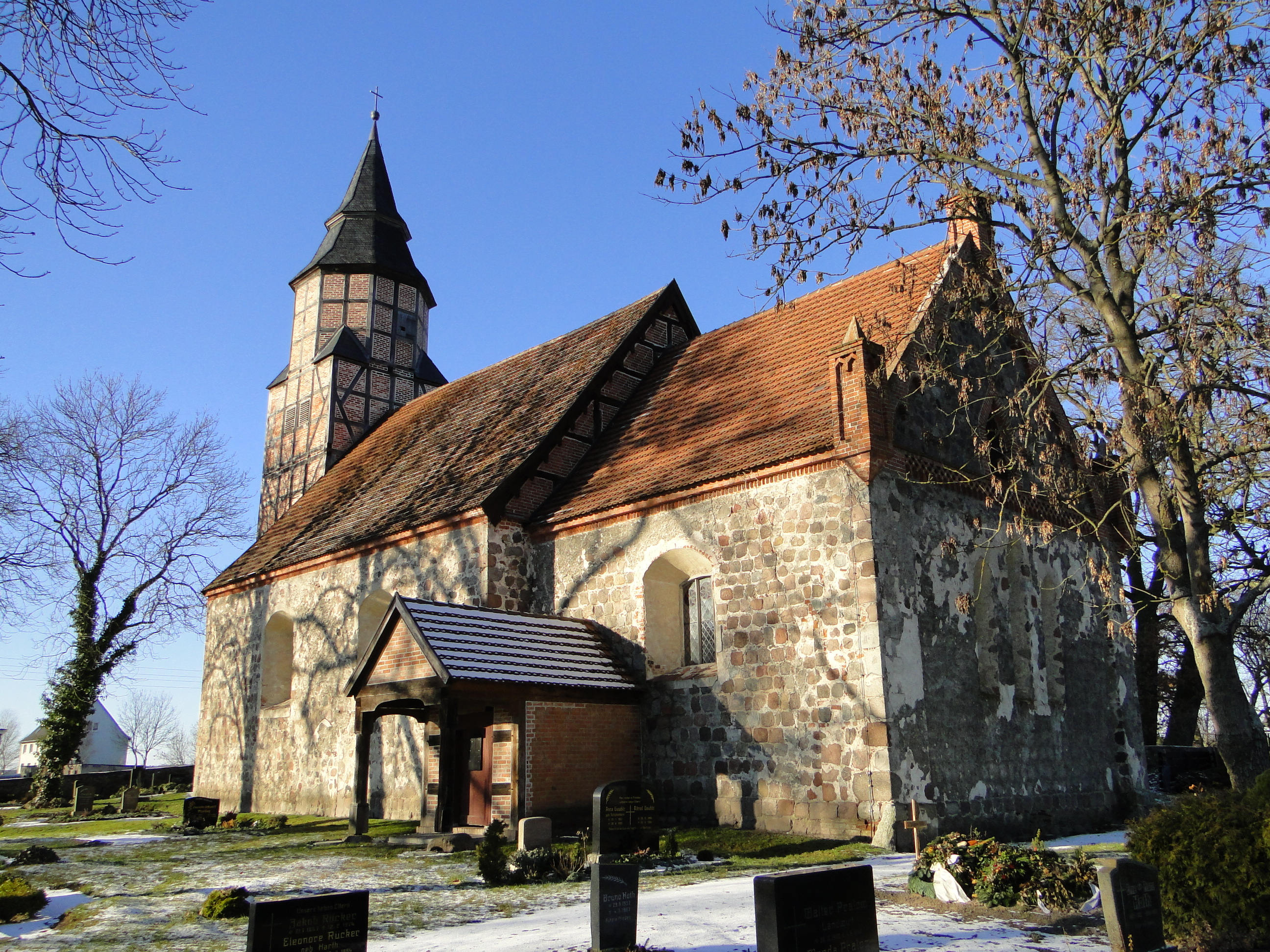
Église de Klockow.
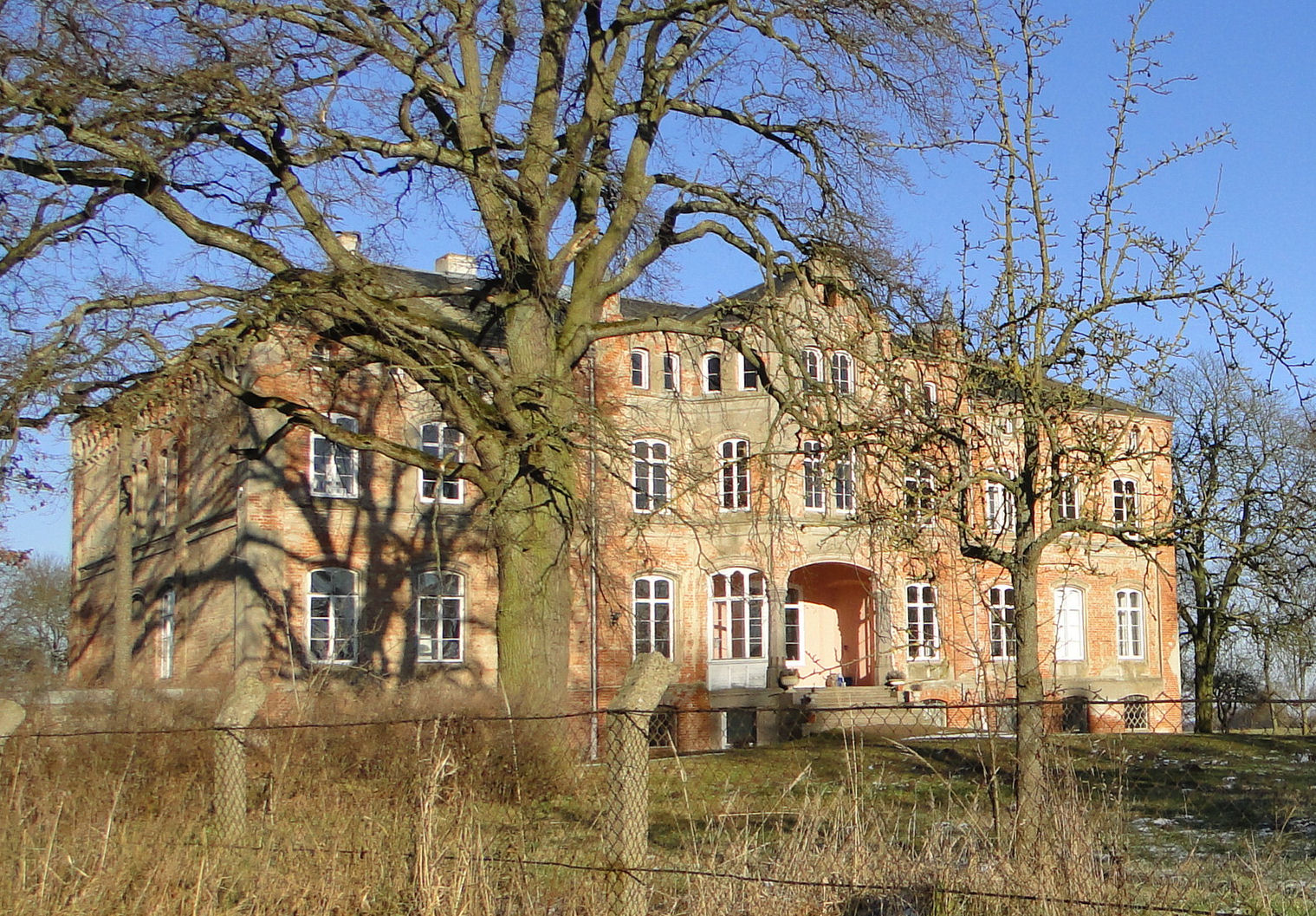
Manoir de Klockow.
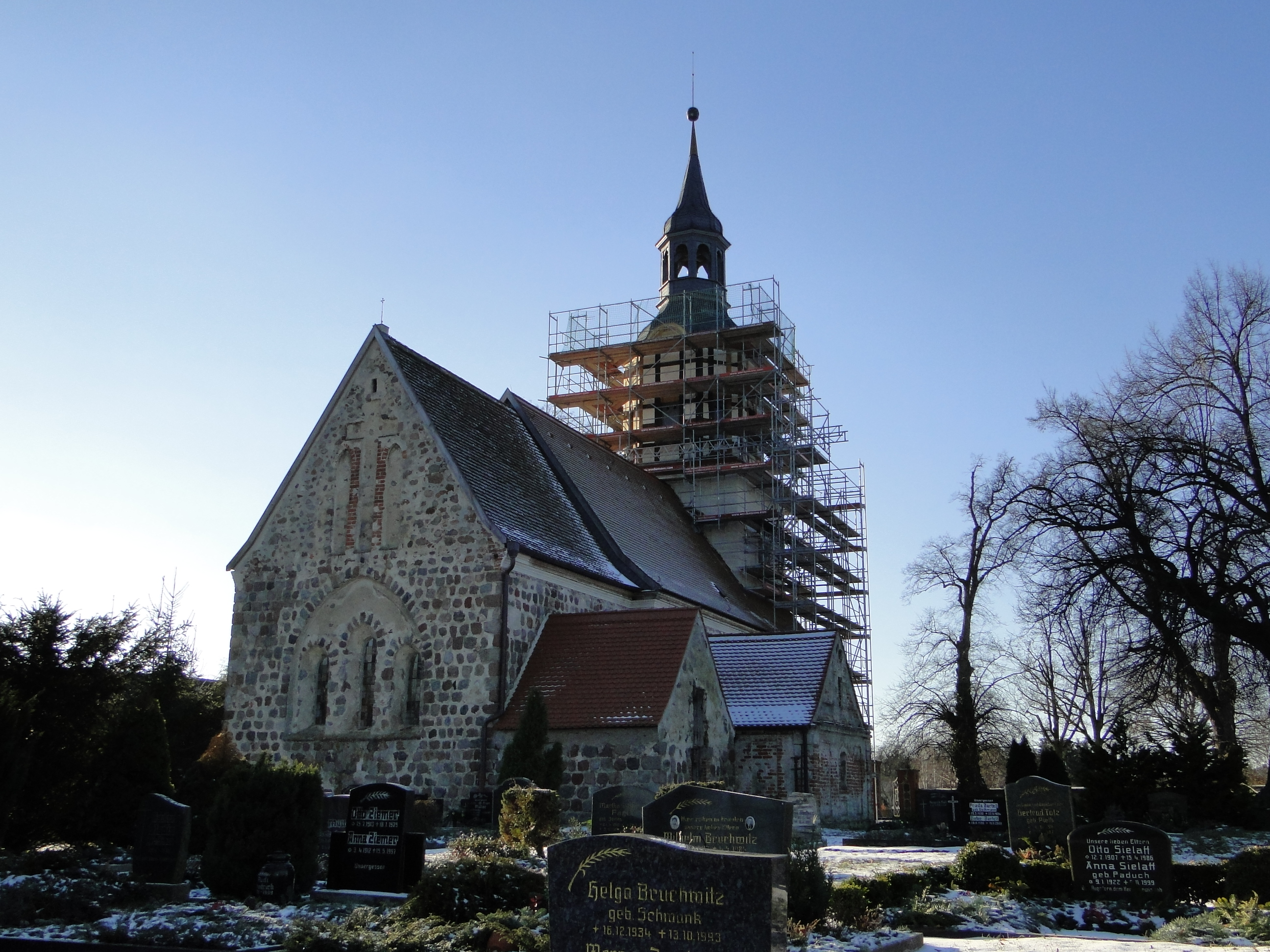
Église de Kotelow.
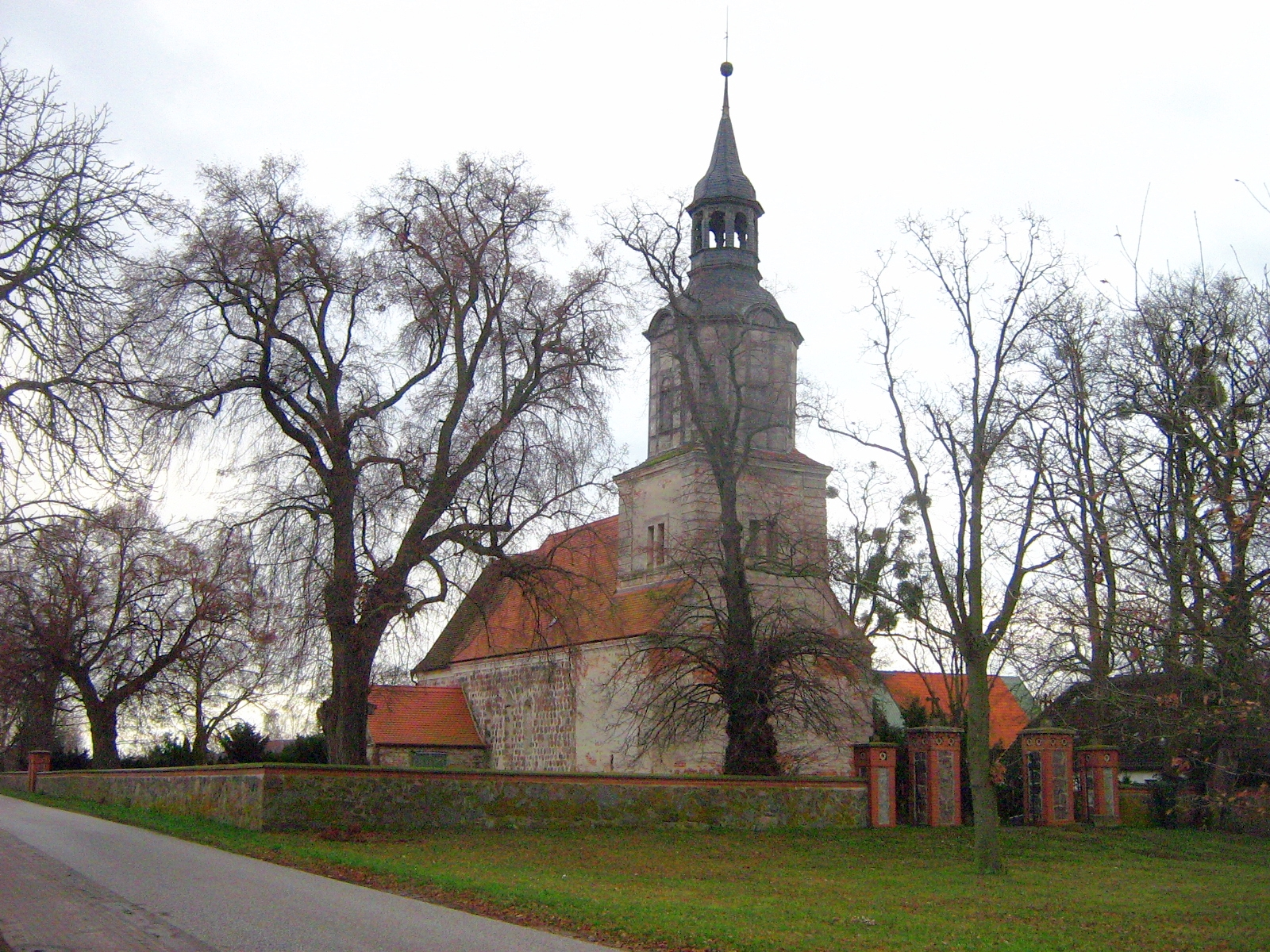
Église de Lübbersdorf.
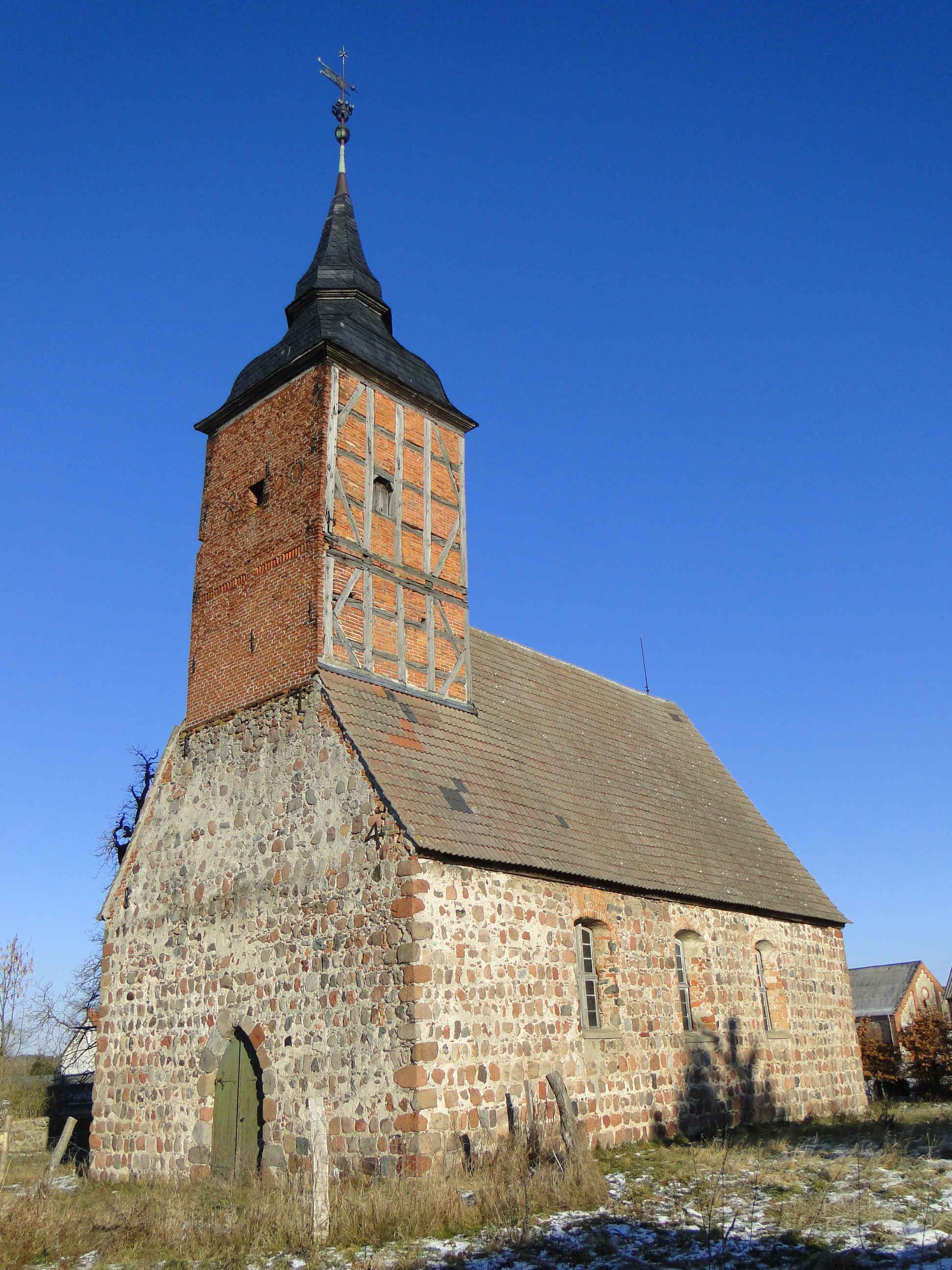
Église de Sandhagen.
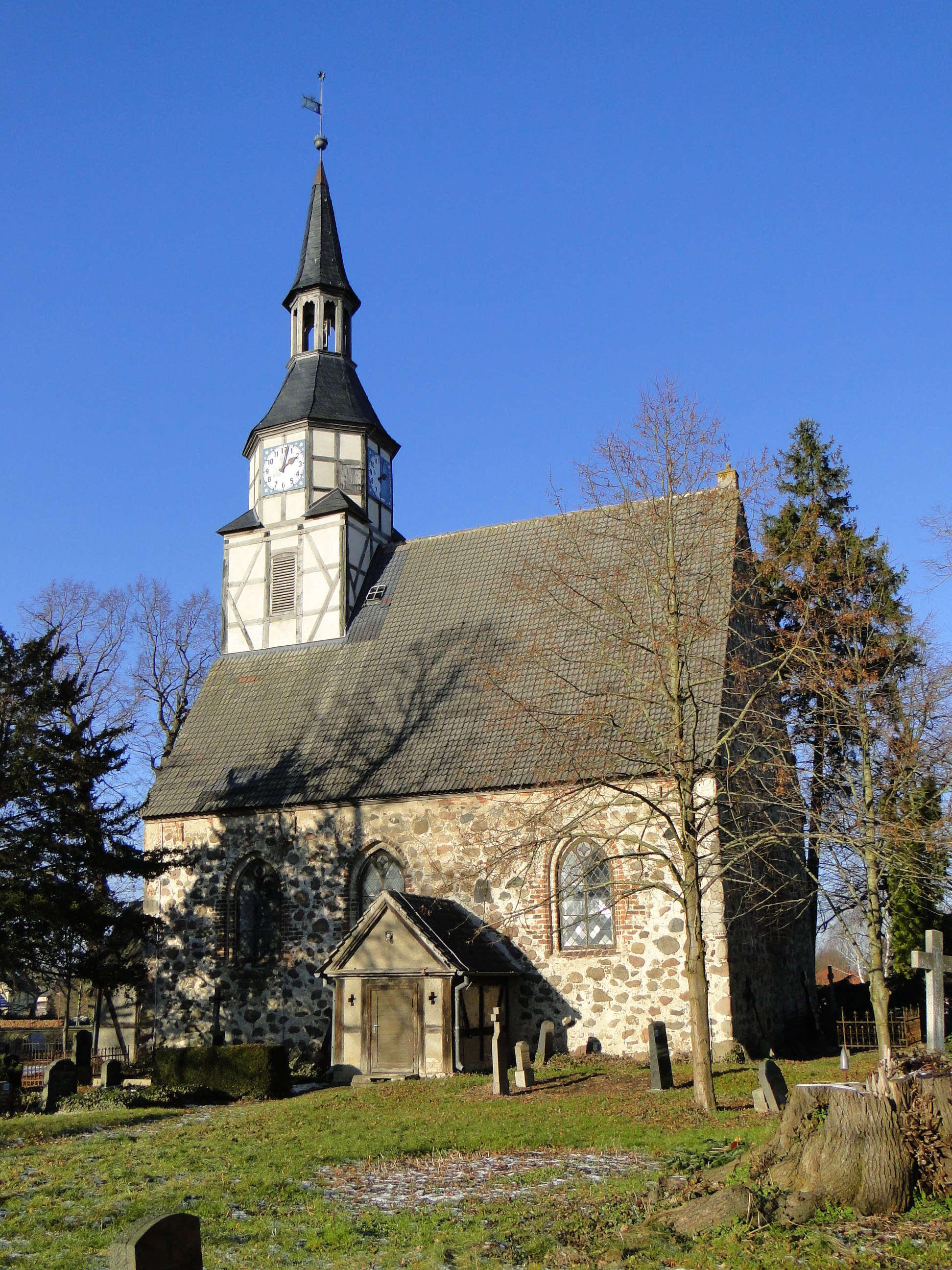
Église de Schwichtenberg.
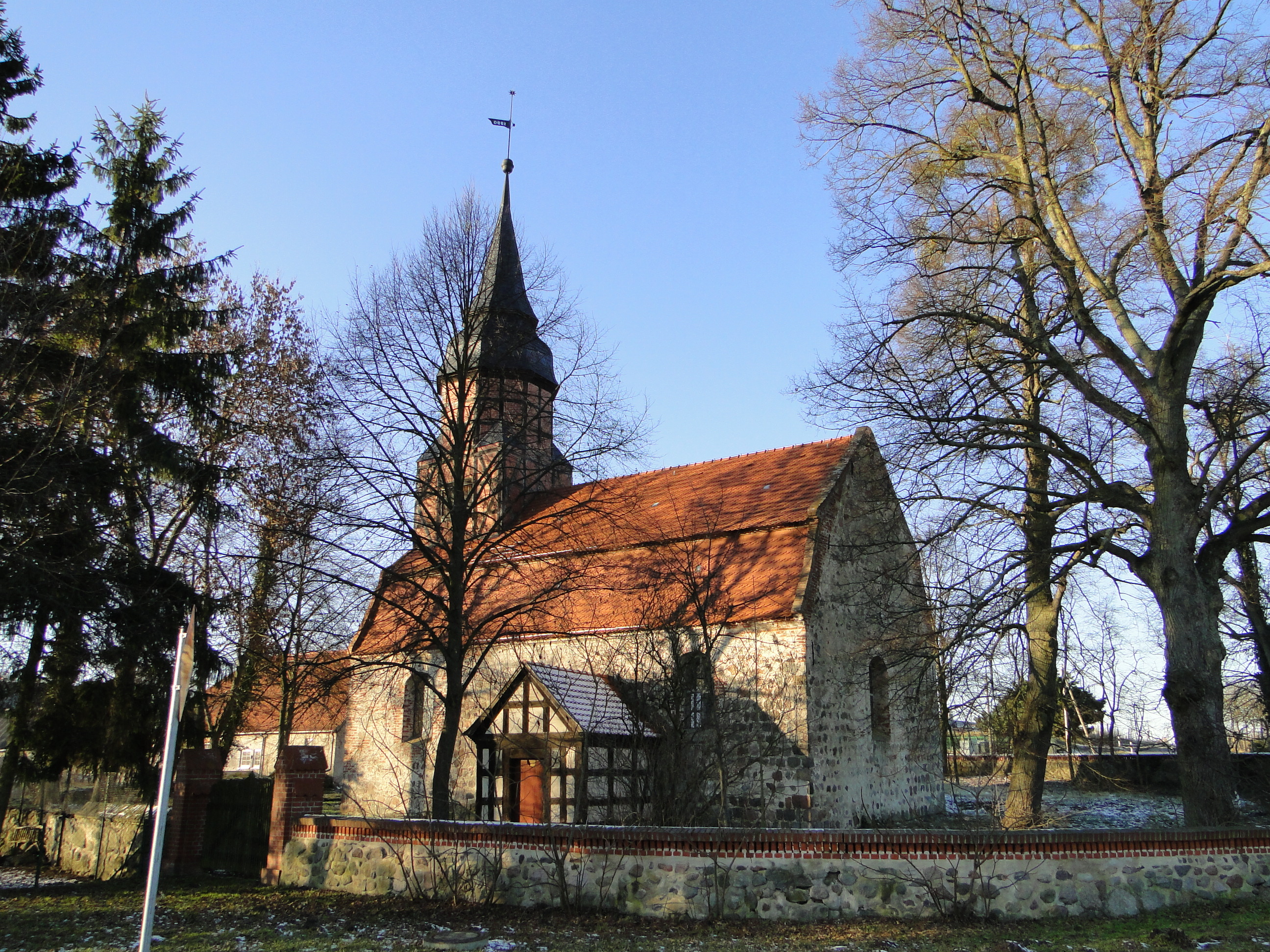
Église de Wittenborn.
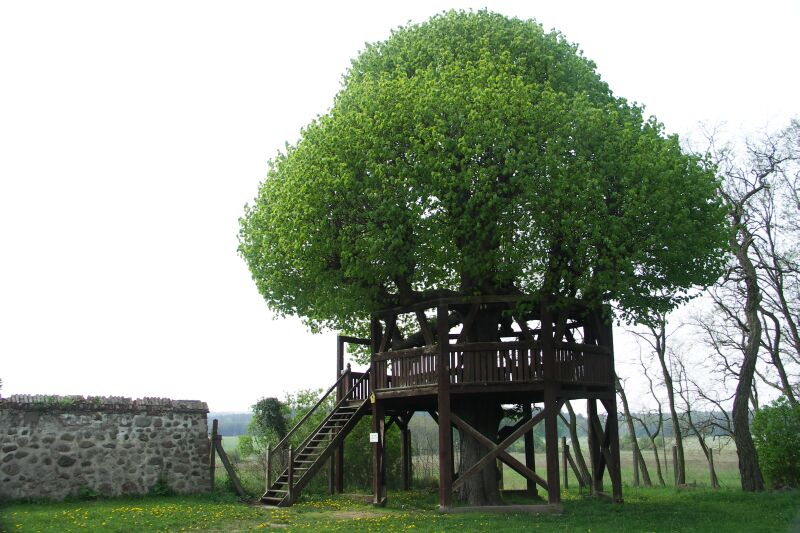
Tilleul de danse de Galenbeck.

## Personnalités liées à la ville
- Bärbel Köster (1957-), kayakiste né à Galenbeck.